# Žďár (Nalžovské Hory)
Žďár je malá vesnice, část města Nalžovské Hory v okrese Klatovy v Plzeňském kraji. Nachází se asi pět kilometrů severně od Nalžovských Hor. Prochází zde silnice II/186. Žďár leží v katastrálním území Žďár u Nalžovských Hor o rozloze 5,18 km².

## Historie
První písemná zmínka o vesnici pochází z roku 1383.

## Obyvatelstvo
| Rok            | 1869 | 1880 | 1890 | 1900 | 1910 | 1921 | 1930 | 1950 | 1961 | 1970 | 1980 | 1991 | 2001 | 2011 | 2021 |
| -------------- | ---- | ---- | ---- | ---- | ---- | ---- | ---- | ---- | ---- | ---- | ---- | ---- | ---- | ---- | ---- |
| Počet obyvatel | 303  | 307  | 311  | 309  | 307  | 292  | 270  | 153  | 146  | 108  | 103  | 88   | 84   | 68   | 69   |
| Počet domů     | 38   | 42   | 47   | 48   | 48   | 49   | 49   | 46   | 39   | 37   | 33   | 41   | 41   | 40   | 40   |

## Obecní správa
Při sčítání lidu v letech 1850–1889 Žďár byl osadou obce Velenovy v okrese Klatovy. V letech 1890–1975 byl samostatnou obcí, se kterým patřily nejprve do okresu Klatovy, ale v roce 1950 v okrese Horažďovice a od roku 1960 opět v okrese Klatovy. Od 1. července 1975 do 30. června 1980 byl částí obce Těchonice v okrese Klatovy. Od 1. července 1980 je částí města Nalžovské Hory v okrese Klatovy.

## Galerie

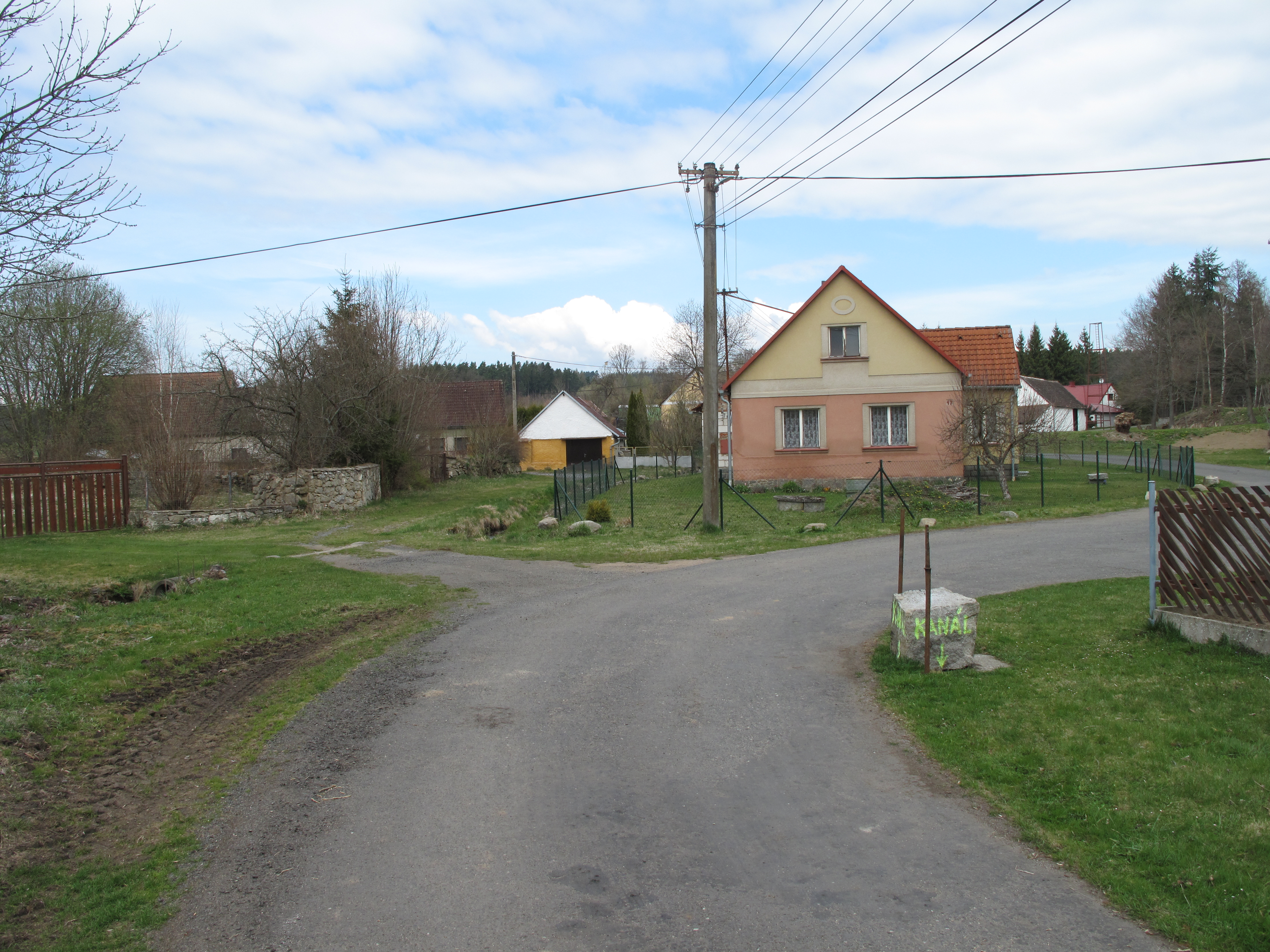
Chalupa
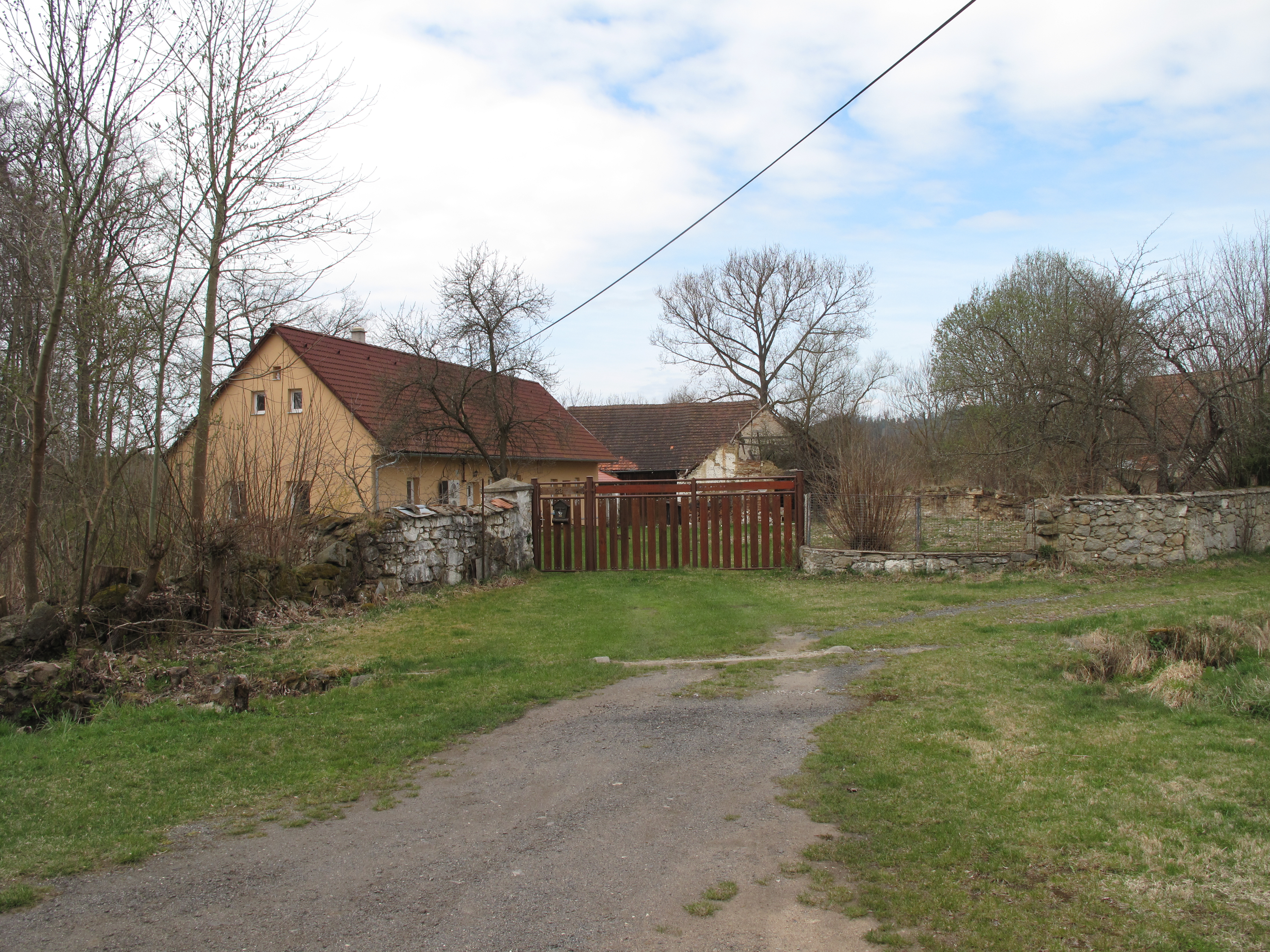
Statek
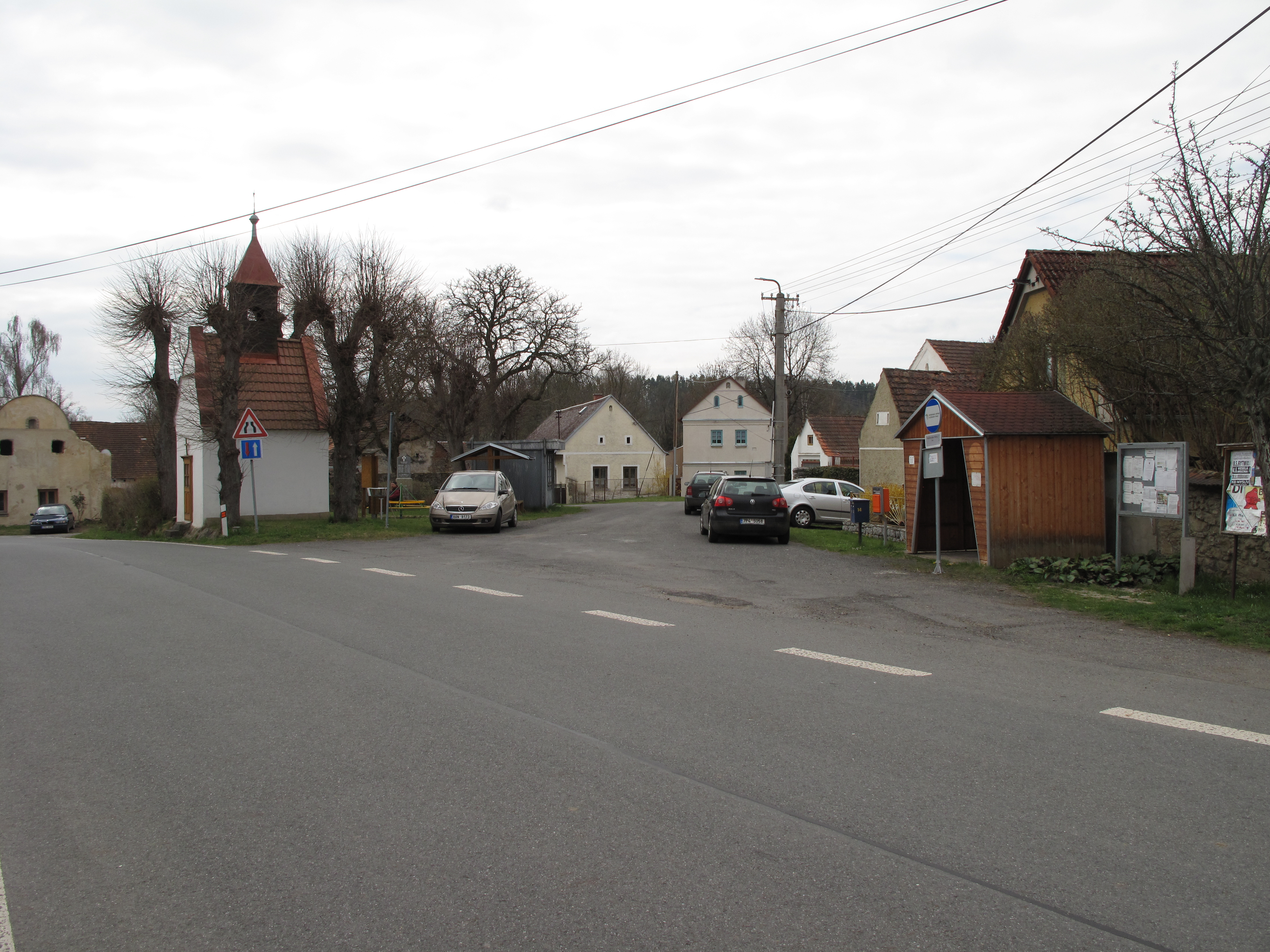
Náves s kapličkou